# Saint-Palais (Gironda)
Saint-Palais è un comune francese di 496 abitanti situato nel dipartimento della Gironda nella regione della Nuova Aquitania.

## Società

### Evoluzione demografica
Abitanti censiti